# Шапел ан Валгодемар
Шапел ан Валгодемар (фр. Chapelle-en-Valgaudémar) насеље је и општина у Француској у региону Прованса-Алпи-Азурна обала, у департману Горњи Алпи која припада префектури Гап.
По подацима из 2011. године у општини је живело 116 становника, а густина насељености је износила 1,07 становника/km². Општина се простире на површини од 108,02 km². Налази се на средњој надморској висини од 1050 метара (максималној 3.667 m, а минималној 1.022 m).

## Демографија
| 1962. | 1968. | 1975. | 1982. | 1990. | 1999. | 2011. |
| ----- | ----- | ----- | ----- | ----- | ----- | ----- |
| 204   | 204   | 181   | 184   | 135   | 129   | 116   |

График промене броја становника у току последњих година